# Berndt Otto Schauman
Berndt Otto Schauman (født 17. maj 1821 i Helsinki, død 28. marts 1895 sammesteds) var en finsk politiker og kulturpersonlighed, bror til Frans Ludvig og August Schauman.
Schauman var en tid amanuensis ved Universitetsbiblioteket, men levede ellers som privatmand. Han gjorde en meget betydelig indsats i åndslivets udvikling, idet han især arbejdede på hos publikum at vække interesse og forståelse for kunst ved foredrag og udgivelse af småskrifter. 1869-87 var Schauman intendent for Kunstforeningens samlinger. Han repræsenterede sin adelige slægt ved mange landdage.